# Irmgard Keun
Œuvres principales
Irmgard Keun, née le 6 février 1905 et morte le 5 mai 1982, est une écrivaine allemande.

## Biographie

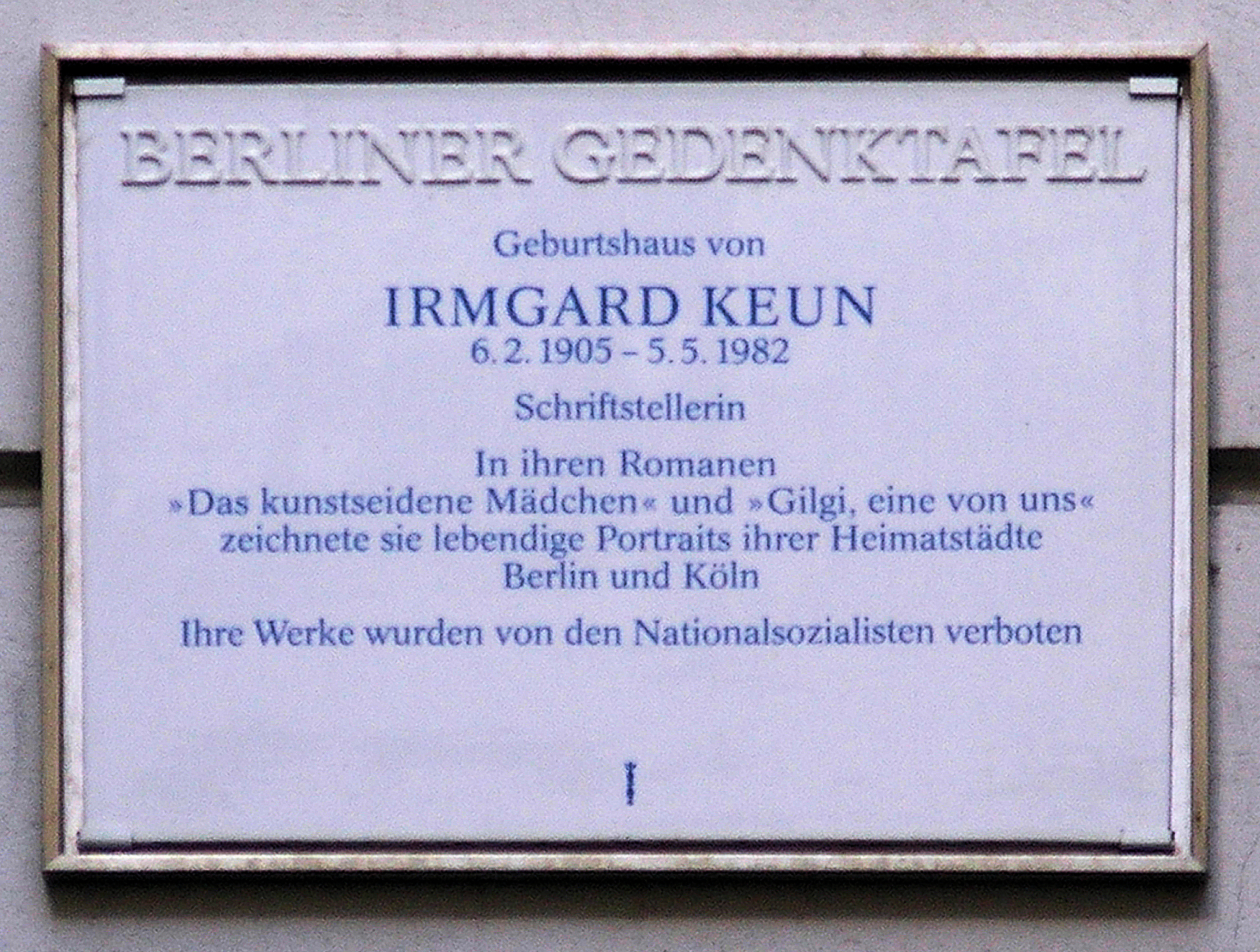
Plaque en la mémoire de Irmgard à Berlin.

### Famille et carrière théâtrale
Irmgard Keun est née dans le quartier de Charlottenburg à Berlin en 1905 d’Eduard et Elsa-Charlotte Keun. Elle et sa famille, dont son frère Gerd (né en 1910), vivent à Berlin avant de déménager en 1913 à Cologne. Après une école protestante de jeunes filles, en 1921 Keun fréquente une école de commerce dans le Harz, puis elle prend des leçons de sténographie et de dactylographie à l’École Berlitz. Elle travaille ensuite comme sténodactylo.
De 1925 à 1927 Irmgard Keun fréquente l’École de théâtre de Cologne. Quelques engagements s’ensuivent à Greifswald et Hambourg, mais avec un succès modéré. Pour cette raison elle met fin en 1929 à sa carrière théâtrale et commence à écrire, encouragée par Alfred Döblin. En 1932 elle épouse l’auteur et metteur en scène Johannes Tralow ; le couple divorce en 1937.

### Carrière littéraire
En 1931, son premier roman, Gilgi – eine von uns (Gilgi, l’une de nous) rend Irmgard Keun célèbre d’un jour à l'autre. De même, Das kunstseidene Mädchen (La fille de soie artificielle, 1932) est immédiatement un succès commercial.
Elle est encouragée par Döblin et Kurt Tucholsky avec qui, cependant, une controverse se développe après qu’elle a été accusée de plagiat pour son roman La jeune fille en soie artificielle pour avoir prétendument copié le roman de Robert Neumann Karriere, paru en 1931. Neumann a réfuté – mais seulement en 1966 – cette accusation dans la postface de la nouvelle édition de Karriere en rejetant la faute sur les critiques : « Je n’ai jamais affirmé une telle chose, je ne l’affirme pas aujourd'hui – j'espère que Madame Keun lira cette assurance qui vient seulement avec quelques décennies de retard. Madame Keun n’a pas eu besoin de moi. »
En 1933-1934 ses livres sont confisqués et interdits. Sa demande d'adhésion à la Reichsschrifttumskammer est définitivement refusée en 1936. Keun s’exile de 1936 à 1940, d’abord à Ostende en Belgique puis en Hollande.
C’est pendant cette période que paraissent les romans Das Mädchen, mit dem die Kinder nicht verkehren durften (La fille que les enfants ne pouvaient pas fréquenter, 1936, traduit en français sous le titre Quand je serai grande je changerai tout), Nach Mitternacht (Après minuit, 1937, cité par Arthur Koestler dans La Lie de la terre comme l'un des rares romans allemands d'avant guerre ayant traité du climat politique de l'Allemagne nazie), D-Zug dritter Klasse (L’express de troisième classe, 1938), Kind aller Länder (Enfants de tous les pays, 1938) dans les maisons d’édition qui publient la « littérature d’exil » germanophone en Hollande (Allert de Lange Verlag et Querido Verlag à Amsterdam).
Au cours de ces années, son cercle d’amis se compose entre autres d’Egon Erwin Kisch, Hermann Kesten, Stefan Zweig, Ernst Toller, Ernst Weiss et Heinrich Mann. De 1936 à 1938 elle a une relation amoureuse avec Joseph Roth qui retentit avant tout positivement sur leur activité littéraire. Elle travaille en commun avec Roth et entreprend avec lui de nombreux voyages (à Paris, Vilnius, Lviv, Varsovie, Vienne, Salzbourg, Bruxelles...).
En 1938, Irmgard Keun se sépare de Roth. Après l'entrée des forces armées allemandes aux Pays-Bas, elle retourne en 1940 en Allemagne et y vit jusqu'à 1945 dans l'illégalité et la clandestinité. Il semblerait qu’un SS l’ait aidée en Hollande en lui procurant de faux papiers et qu’une annonce de sa mort l’ait aussi protégée.
Après la guerre, Irmgard Keun tente de renouer les contacts perdus, retrouve Döblin et commence une correspondance de plusieurs années avec Hermann Kesten. Elle travaille comme journaliste et en écrivant de petits textes pour la radio, le cabaret et des feuilletons, mais ne reprend pas vraiment pied dans son activité littéraire. Son roman Ferdinand, der Mann mit dem freundlichen Herzen (Ferdinand, l’homme au cœur tendre, 1950) ne retient que peu l’attention, cependant que les livres du temps de l’émigration se révèlent peu vendables.
En 1951 naît sa fille Martina dont elle tient le nom du père secret. Dès le milieu des années 1950, elle se lie d’amitié avec Heinrich Böll avec qui elle veut publier une « correspondance fictive pour la postérité ». Le projet échoue, faute d’éditeur.
À partir des années 1960, les publications font défaut et Irmgard Keun, souffrant d’alcoolisme et appauvrie, est mise sous tutelle en 1966 et soignée dans le service psychiatrique de l’hôpital de Bonn, où elle reste jusqu’à 1972. Elle vit ensuite retirée à Bonn puis, à partir de 1977, dans un petit appartement de la Trajanstraße de Cologne.
Une lecture à Cologne et un portrait dans Stern éveillent alors un nouvel intérêt pour Irmgard Keun et ses livres. De nouvelles éditions améliorent sa situation financière à partir de 1979.
En 1982, elle meurt d’un cancer du poumon. Elle est inhumée au cimetière de Melaten à Cologne.